# Мой класс (повесть)
Мой класс: Записки учительницы — повесть 1949 года учителя по образованию Фриды Вигдоровой, написанная по личному опыту и впечатлениям от лица первый год работающей в школе молодой учительницы Марины Николаевны Катилиной:

О молодой девушке, которая только начинает работать в школе, о том, как она ищет, думает, иной раз серьёзно ошибается, огорчается и радуется, учит ребят и в то же время учится сама, познавая на опыте высокое счастье быть советской учительницей.— И. К. Новиков
Книга имела большой успех: только в первый год была трижды переиздана. Повесть получила издательскую премию «Детгиза», была переведена на многие языки, в том числе китайский и японский. Дважды издана в США. После выхода книги Фрида Вигдорова была единогласно принята в Союз писателей СССР.
Книга «Мой класс» Ф. Вигдоровой повествует о сложном, тонком и благородном труде учителя.
Марина Николаевна Катилина становится воспитательницей не только своих сорока учеников, но тысяч юных читателей.

## Сюжет
Действие повести происходит в Москве в первые послевоенные два года.
В сентябре 1945 года Марина Николаевна Катилина — выпускница пединститута, начинает работать в школе учителем и классным руководителем IV класса «В» начальной школы в котором сорок мальчишек. На следующий учебный год она — учитель русского языка и литературы и классным руководитель того же класса, перешедшего в среднюю школу — и ставший V классом «В».
Повесть о жизни класса, о первых трудовых и очень непростых годах молодой учительницы. Марина Николаевна — неопытный учитель и, конечно, ей не сразу удаётся найти подход к ученикам, но любовь к детям, стремление узнать их, помогают ей найти ключик к каждому ребячьему сердцу. Она пытается научить детей не только правилам орфографии, но и заложить в них основы нравственного воспитания — воспитать в них умение сочувствовать, помогать друг другу, дружить.

### События повести
Начинается повесть 1 сентября 1945 года — начало первого послевоенного учебного года. В следующие два года с героями происходит множество случаев, каждый из которых чему-то их учит.

Введение каждого учебного эпизода оправдано в ней общим художественным замыслом — показать учителя в его ответственном, но радостном труде. Например, совершенно ясна творческая задача писательницы в одной из первых глав повести, озаглавленной «45 минут». Это не урок, хотя налицо есть все его внешние признаки: класс, коллектив мальчиков и попытки учительницы занять ребят. В этой главе основное внимание сосредоточено на психологическом состоянии молодой учительницы. Здесь раскрывается её характер: естественная взволнованность переходит в потерю самообладания, потом возникает внезапное решение, вызывающее перелом настроения, и перед нами встаёт спокойный, деятельный, ясно мыслящий и понимающий ребят учитель.— ежегодник «Вопросы детской литературы», 1953
Уже в первой главе выясняется, что дети, хотя это уже четвёртый класс, слабо знают грамматику, у кого-то из них не ладно с чистописанием — «как ни говори, война тоже виновата»: пойдя в первый класс в 1941 году дети переменили несколько школ, да и не до учёбы было в то трудное военное время. Красный карандаш Марины Николаевны не остаётся без дела, но она лишь подчёркивает ошибки — исправлять свои ошибки будут сами ребята.

Марина раскрывает своим ученикам «тайны обыкновенных слов», приучая их мыслить филологически на простых примерах. От одного и того же корня образовались слова «оплеуха», «ушанка», «наушники». Нельзя написать «мидведь», потому что слово это состоит из корней «мед» и «вед».— из рецензии на повесть в журнале «Звезда»

В повести большое место занимает изображение радости приобретения знаний детьми. Обрадованно всколыхнулся весь класс, когда Толя Горюнов с забавным удивлением «открывает», что в слове «медведь» названо умение мишки ведать мёд. Оказывается, интересно находить корневые значения слов.— ежегодник «Вопросы детской литературы», 1953
На уроке природоведения ребята узнают, что Красный волк и Синяя птица есть не только в сказке, а заодно умудряются разбить в живом уголке аквариум.
Учить ребят и самой учиться у них. И если любишь их, а они любят тебя и верят тебе — всё будет хорошо. Ты преодолеешь самое трудное, найдёшь путь к самому упорному сердцу и будешь счастлив, очень счастлив.
Учитель — это самое высокое слово, которое может сказать человек человеку.
Но и учительница получает урок — играя в шахматы с учеником, специально сделала слабый ход, и ей стало неловко: соперник, с изумлением подняв глаза от доски, попросил взять ход обратно: «Вы ошиблись, Марина Николаевна», а кто-то из наблюдавших ребят разочарованно прошептал: «Поддаётся…».
При просмотре диафильма увлекаются и лампа Аллоскопа сжигает плёнку. Чуть не весь класс, не сговариваясь, отправился на поиски такой же плёнки и на следующий день «каждый принёсший плёнку, входя в класс, торжественно объявлял — Марина Николаевна, а у меня есть… — Плёнка! — хором кричали остальные» — так в классе оказалось десять плёнок с историей Ваньки Жукова.
На протяжении двух глав повести «яблоком раздора» становится «маленькая коричневая марка без зубцов» — маленькие филателисты прекрасно разбираются не только в марках СССР, но и марках Тувинской республики, и знают даже о марке 1854 года Западной Австралии с диким лебедем.
Спорят о вкусах — на какой пойти фильм в кино: на «Белеет парус одинокий» или на «Клятву Тимура».
Вступают в переписку с моряком-североморцем Анатолием Александровичем Неходой — и незнакомый человек, в 1944 году при проведении Арктического конвоя потопивший фашистскую подводную лодку, становится им близким другом, товарищем и советчиком, и они ждут его к себе в гости в Москву.
8 марта 1946 года Марина Николаевна узнаёт, что её ученики — хоть и маленькие, но настоящие мужчины: «Я вошла в класс и опешила: на моём столе стоял огромный букет мимозы…», и убедив их вместе с ней съесть конфеты, которые они ей подарили с цветами, устраивает чаепитие: «Что правда, то правда: диктант в тот день не состоялся. И это плохо, конечно».
Когда в конце года класс пишет итоговое изложение, а это происходит 20 мая 1946 года — в день рождения Марии Николаевны, ей исполняется 23 года, она «гораздо больше, чем ребята» волнуется, и молодые люди у школы принимают её за десятиклассницу переживающую из за выпускного экзамена, но она не обижается на них — «именно это и есть мои первые экзамены»: первые экзамены её первых учеников.
Летом отправляются классом в поход до Здравницы в Подмосковье, и дальше на «кукушке» следуют до подшефного Болшевского детского дома:

Один раз мы поехали в Болшевский детский дом. Мы подружились с ребятами, хотя они и маленькие. Они все круглые сироты, у них нет ни отца, ни матери. Нам Марина Николаевна не разрешила ни о чём их спрашивать, чтоб они не вспоминали про своё горе. Мы и не спрашиваем ни о чём, но иногда и так видно. У Толи Попова на руке написан номер, который ему дали в фашистском лагере. Номер голубой, и эта краска не смывается. Тут спрашивать нечего, всё сам понимаешь.— текст повести: из сочинения ученика на свободную тему

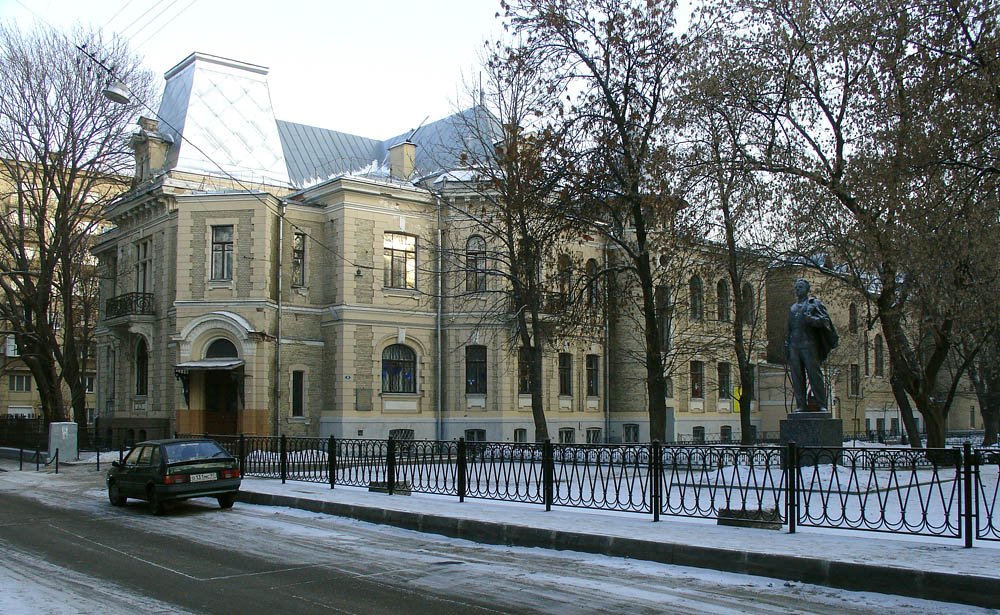
Здание Дома пионеров на углу переулка Стопани куда класс отправляется на выставку «Умелые руки». Справа на фото виден памятник Ленину-гимназисту

Казалось бы, безобидное увлечение ботаникой должно исправить ученика, до этого освоившего починку калош и ради демонстрации своего искусства продырявившего калоши сестры и сделавшего их «лучше прежнего». Однако, всему классу не было покоя, пока учительница не устроила экскурсию в Ботанический сад. А «наш ботаник» и на этом поприще смог отличиться — с вечера, никого не предупредив, расставил тарелки с пророщенным зерном на полу кухни коммунальной квартиры, чем обеспечил незабываемое утро всем жильцам и их претензии к родителям купить тарелки взамен перебитых.
Серьёзным происшествием становится прогул почти всем классом урока английского языка — мальчишки сбежали на стадион «Динамо» смотреть футбол «Спартак»—"ЦДКА". Ребята потом извинились перед учительницей английского, но из-за футбола успеваемость упала. Тогда решено было создать свою футбольную команду — и отчислять из неё тех, кто плохо учиться. Пятый «В» стал чемпионом среди пятых классов школы. Но футбольная горячка сменилась другой «эпидемией» — стрельба из катушки с серой, прямо в школе. Помог военрук — класс стали ходить в тир, стрельба прекратилась.
Посещение Дома пионеров влечёт новые проблемы — пятиклашки решили, что они не хуже семиклассников из соседней школы и рьяно взялись за организацию кружка «умелые руки». Клея книжки-самоделки вымазываются в клее «вплоть до ушей и кончика носа». На их творение — книжную полку для библиотеки сбежала любоваться вся школа: полка вышла кособокая, книги на ней нипочём не стояли, но «мастера» не растерялись и повесили полку косо — теперь книги не падали. Собрались сколотить мусорные ящики — 19 штук, и не важно что завхозу школы нужно только четыре, главное — победа в «соцсоревновании» с семиклассниками.
К 800-летию Москвы рисуют альбом, а ко Дню Советской Армии готовят первоклашкам игрушки-самоделки. Чинят в кабинете географии ветхие карты, но на карте СССР заклеить следы от флажков, которыми помечались следы боёв, не могут:

Я, как это часто бывало, осталась в классе, но не вмешивалась, занималась своим: проверяла тетради. Гул ребячьих голосов мне ничуть не мешает. И вдруг я невольно перестала работать — что-то изменилось: в классе стало совсем тихо. «Марина Николаевна — сказал Дима, — попробуйте, проведите по ней рукой». Я встала и подошла ближе, ладонью провела по карте — шершавая, будто израненная. Я нашла глазами Гжатск. Селиванов отыскал Киев. Валя, стоя на стуле и стараясь не опускать свой угол карты, сверху задумчиво смотрел на запад, на Ленинград. Тёмные глаза Бориса остановились внизу карты — на густой синеве Чёрного моря; рот его был плотно сжат, щёки побледнели. Я знала, о чём думает каждый из них. Брат Селиванова погиб, защищая Киев. Дед Вали, старый ленинградский профессор, не пережил блокады. Во время массовых казней в Одессе погибли родные Бориного отца.— текст повести
Марина Николаевна стала настоящим педагогом, другом, воспитателем. Её полюбили ребята, и не было для мальчика большего наказания, чем услышать от неё: «Ты больше не мой ученик».
Тайком пробравшись на комсомольское собрание, пятёрка заводил класса, замеченная учительницей, упросили её остаться, с интересом слушая диспут на тему «Что такое героизм?», а когда зачитывалось письмо Наташи Ковшовой — жадно слушали, широко раскрыв глаза, боясь пропустить хоть слово: «Понимают ли они? Несомненно, понимают».
Сочинение на вольную тему позволяет ребятам понять, что лучшее сочинение — которое можно дать и в школьную стенгазету — это не написанное без ошибок гладкими, красивыми, правильными словами, а хоть и написанное «на четыре» за ошибки в орфографии, но не равнодушное.
Ближе к окончанию учебного года класс готовиться к экзаменам, куда более серьёзным по сравнению с прошлым годом.
Утром 9 мая 1947 года всем классом на Ленинградском вокзале встречают Неходу, приехавшего к ним с Северного флота, с восторгом разбирают его простые, но необычные подарки, слушают морские рассказы, показывают школу, гуляют с ним и учительницей по Москве, а вечером

стоя тесной гурьбой на набережной, у самого Москворецкого моста, смотрели, как взлетают над Красной площадью, над Кремлём, над спокойными, медленными водами реки повторённые в ней золотые, зелёные, алые огни салюта — третьего салюта в честь Победы.— текст повести
Заканчивается повесть вечером следующего дня. Марина Николаевна сидя за своим письменным столом, на котором лампа под зелёным абажуром отбрасывает яркий свет на стопку тетрадок её учеников, вспоминает вчерашний праздник и минувшие два года, думая о каждом из своих ребят. Впереди много трудного, но — нового, интересного, хорошего.

Когда кончаешь читать эту повесть, с грустью расстаёшься на пороге 6-го класса с её маленькими героями. И вместе с учительницей читателю хочется увидеть этих живых мальчуганов уже настоящими советскими людьми, людьми прямыми и верными, стойкими в час испытания, неутомимыми в труде я горячо любящими свою работу.— Журнал «Новый мир», 1950

### Прототипы

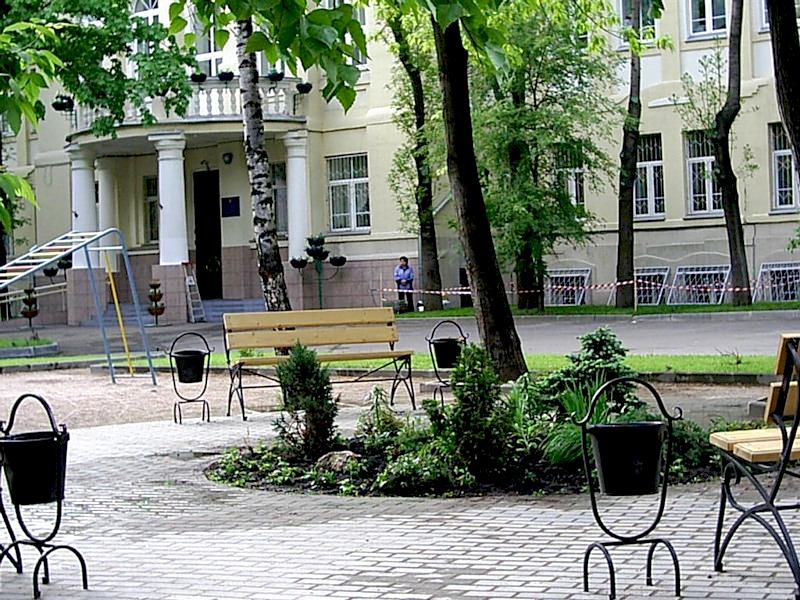
Школа № 175 в которую в 1946 году ходила дочь писательницы — прототип девочки Гали из повести